# Дрижина Гребля
Дрижина Гребля (укр. Дрижина Гребля) — село,
Дрижиногреблянский сельский совет,
Кобелякский район,
Полтавская область,
Украина.
Код КОАТУУ — 5321881801. Население по переписи 2001 года составляло 735 человек.
Является административным центром Дрижиногреблянского сельского совета, в который, кроме того, входит село
Логвины.

## Географическое положение
Село Дрижина Гребля находится на берегах рек Кобелячка и Малый Кобелячек в месте их слияния,
примыкает к сёлам Марковка, Шапки и Сулимы (Новосанжарский район).
Рядом проходит автомобильная дорога М-22 (E 577).

## История
Село образовано из поселений: Дрижина Гребля (Дриги гребля), Брыхачки (Ладатки) и Михайлики (Михайлюка)

## Экономика
- Птице-товарная ферма.
- ООО «Украина».

## Объекты социальной сферы
- Школа I—II ст.

## Религия
- Преображенская церковь.

## Галерея
- Река
- Памятник погибшим в ВОВ
- Церковь
- Стадион
- Дом культуры
- Сельская рада
- Магазин в центре села
- Сельское хозяйство
- Школа